# Sofiakällan

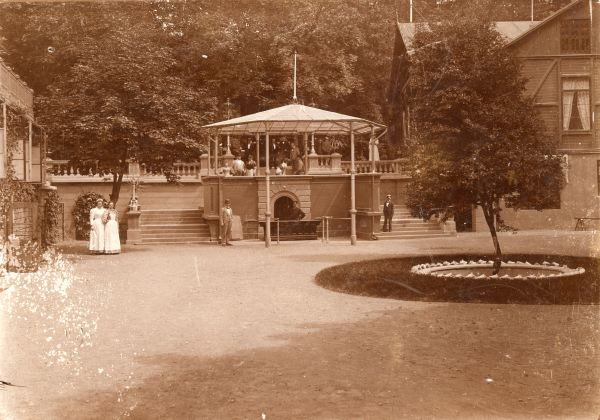
Sofiakällan vid sekelskiftet 1900.

Sofiakällan, tidigare Helsans brunnspark,  är en hälsokälla och tidigare brunnsort i Hälsodalen i Helsingborg. 
Den första hälsokällan i området strax nordöst om stadens centrum var Helsan. Den påbörjades 1803 av ägarna till Hjelmshultsmöllan, Mårten Möller och Catharina Jönsdotter. Källan rann ur berget med järnhaltigt vatten, och Helsans Brunnspark växte upp runt denna. Källan fick 1807 namnet Hälsan av drottning Fredrika, då hon tillsammans med kung Gustav IV Adolf vistades i Helsingborg under sommaren.
År 1889 upptäcktes i närheten Sofiakällan, som uppkallades efter drottning Sofia, hustru till kung Oscar II. Källans vatten har en högre salthalt än vattnet i Öresund och tros komma från saltavlagringar som bildats för cirka 250 miljoner år sedan. Källan hittades på 83 meters djup och hade då ett så starkt självtryck att vattnet sprutade två meter upp från marken. I dag pumpas vattnet upp från cirka sju meters djup.
Sofiakällans vatten innehöll enligt analys av professor Mörner 10 000 gram 127,69 gram natriumklorid (koksalt), 3,605 gram magnesiumklorid, 8,43 gram kalciumklorid, 0,242 gram magnesiumklorid och 0,0588 gram järnkarbonat, tillsammans omkring 142 gram fasta ämnen. Till sin sammansättning liknar vattnet mest Elisabethquelle vid Bad Kreuznach, Rheinland-Pfalz och genom sin övervägande halt av klorider även vatten från källorna vid Bad Homburg i Hessen och Bad Kissingen i Bayern.
Källområdet köptes 1890 av Helsingborgs stad. Helsan utvecklades till en kur- och nöjesanläggning med värdshus, park, varieté- och danslokal. Hälsobrunnen organiserades 1908, och vid densamma tjänstgjorde två brunnsläkare. År 1909 inrättade hälsobrunnen ett kallbadhus vid Pålsjö (Pålsjöbaden). 
Platsen vid Sofiskällan fick sin nuvarande karaktär i slutet av 1890-talet efter ritningar av stadsarkitekten Mauritz Frohm.
Våren 2016 återskapade Helsingborgs stad till del Sofiakällan i skick som  vid mitten av 1900-talet.